# Quách Thái Khiết
Quách Thái Khiết (sinh ngày 19 tháng 2 năm 1986) là nữ diễn viên, ca sĩ người Đài Loan từng tốt nghiệp Đại học Quốc gia Đài Bắc ngành công tác xã hội năm 2008. Tháng 11 năm 2013, cô công khai phản đối hôn nhân đồng tính do nền tảng theo đạo Công giáo của mình.

## Album
| #   | Tựa đề                            | Ngày phát hành           | Hãng phát hành      |
| --- | --------------------------------- | ------------------------ | ------------------- |
| 1st | Invisible Superman (隱形超人)     | 25 tháng 12 năm 2007     | Warner Music Taiwan |
| 2nd | i amber (愛異想)                  | 5 tháng 1 năm 2009       | Warner Music Taiwan |
| 3rd | Sparklers (煙火)                  | ngày 9 tháng 6 năm 2010  | Warner Music Taiwan |
| 4th | Hear, There and Everywhere (給他) | ngày 10 tháng 8 năm 2012 | Warner Music Taiwan |

### Phim truyền hình
| Năm  | Tựa đề                                                                          | Vai                   |
| ---- | ------------------------------------------------------------------------------- | --------------------- |
| 2006 | Real's (F.I.R) Music & Love Story 阿沁音樂愛情故事                              | Cá nhân               |
| 2008 | Invincible Shan Bao Mei (無敵珊寶妹 / Woody Sambo)                              | Hu Shan Bao (胡珊寶)  |
| 2009 | The Happy Times of That Year (那一年的幸福時光/Na Yi Nian De Xing Fu Shi Guang) | Chen Su Xin (陳素馨)  |
| 2010 | Channel X (國民英雄 / Guo Min Ying Xiong)                                       | Hong Xiao Lu (洪小綠) |
| 2012 | Love Forward (向前走向愛走 / Xiang Qian Zou Xiang Ai Zou)                       | Meng Jing Jing 孟晶晶 |
| 2015 | Ex-file 2                                                                       |                       |